# Brendan Cook
Brendan Cook (* 12. März 1983 in Brandon, Manitoba) ist ein ehemaliger kanadischer Eishockeyspieler, der im Verlauf seiner aktiven Karriere zwischen 2001 und 2017 unter anderem in den nordamerikanischen Minor Leagues und in den europäischen Ligen auf der Position des linken Flügelstürmers gespielt hat. Seinen größten Karriereerfolg feierte Cook mit dem Gewinn des italienischen Meistertitels im Jahr 2016, als er für Ritten Sport aktiv war.

## Karriere
Cook startete seine Karriere beim Juniorenteam der Winkler Flyers in der Provinz Manitoba, wo er zwei Jahre spielte und in der Saison 2000/01 ins Second All-Star Team der Manitoba Junior Hockey League (MJHL) gewählt wurde. Dann begann er ein Studium an der Bemidji State University und somit auch für deren Universitätsmannschaft, die Bemidji State Beavers, in der National Collegiate Athletic Association (NCAA) zu spielen. Während seiner Zeit an der Universität wurde er dreimal ins All-Academic Team sowie je einmal ins First All-Star, Second All-Star Team und All-Tournament Team der College Hockey America (CHA) gewählt. Außerdem wurde er 2005 Divisionsmeister mit den Beavers.

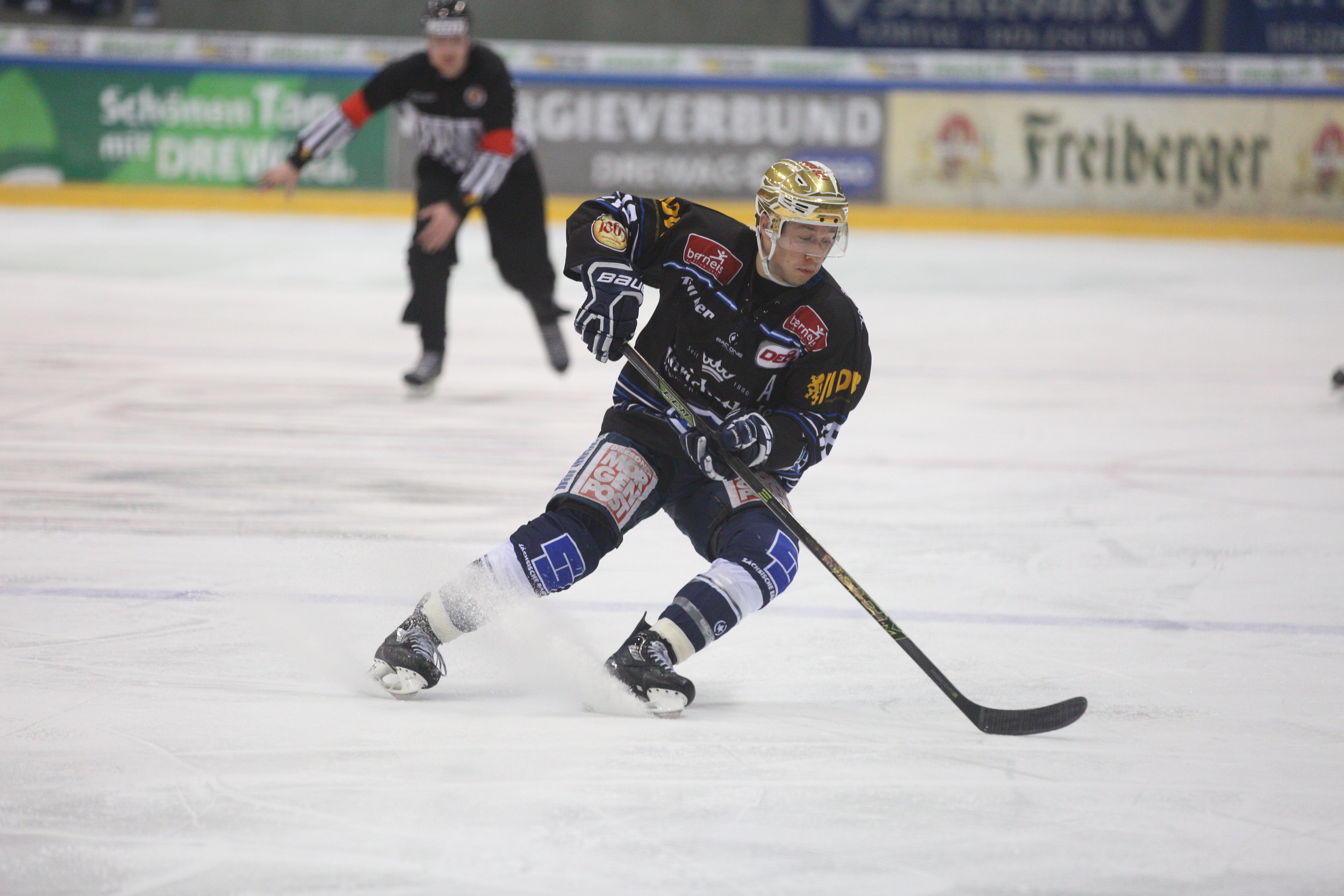
Cook im Trikot der Dresdner Eislöwen

Nach seinem Studium unterschrieb der Außenstürmer seinen ersten Profivertrag in der ECHL bei den Pensacola Ice Pilots, für die er in der ersten Saison in 68 Spielen 42 Scorerpunkte (20 Tore, 22 Vorlagen) erzielte. In der Folgesaison spielte er nicht nur für die Ice Pilots, sondern auch für die Utah Grizzlies und Columbia Inferno. Vereinsübergreifend konnte er in der Saison in 62 Spielen 32 Punkte (16 Tore, 16 Vorlagen) verbuchen. Cook wechselte zu den Austin Ice Bats, für die er in der Saison 2007/08 62 Spiele absolvierte.
In der Saison 2008/09 spielte Brendan Cook das erste Mal in Europa bei den Nottingham Panthers, mit denen er den dritten Hauptrundenplatz der Elite Ice Hockey League (EIHL) erreichte, allerdings schon im Playoff-Viertelfinale ausschied. Nach einer sehr erfolgreichen Saison in England wechselte Cook wieder in die Vereinigten Staaten zu den Rapid City Rush in die Central Hockey League (CHL). Dort war ein Jahr aktiv und gewann mit der Mannschaft den Ray Miron President’s Cup, ehe er wieder in die EIHL wechselte. In der Spielzeit 2010/11 war er bei den Braehead Clan aktiv, wo er als Mannschaftskapitän 81 Scorerpunkte verbuchte (40 Tore, 41 Vorlagen). Nachdem auch mit den Braehead Clan die Saison nach dem Viertelfinale beendet war, wechselte Cook nach Dänemark, wo er eine Saison bei SønderjyskE spielte und Hauptrundenerster wurde. Die Meisterrunde beendete die Mannschaft auf dem dritten Rang.
Die Fischtown Pinguins lockten Brendan Cook im Sommer 2012 nach Bremerhaven in die 2. Bundesliga, wo er bereits in seiner ersten Saison die meisten Tore (29) der Liga erzielte. In der Saison 2013/14 wurde der Kanadier erster Meister der neugegründeten DEL2 mit den Fischtown Pinguins. Nach der Meisterschaft in der DEL2 qualifizierte er sich mit den Pinguins für den IIHF Continental Cup. Dort erreichte das Team beim Endturnier in der heimischen Eisarena Bremerhaven den zweiten Platz und musste sich dem belarussischen Klub HK Njoman Hrodna geschlagen geben.
In der Saison 2015/16 spielte Cook bei Ritten Sport in der italienischen Serie A und gewann die Meisterschaft im Finale gegen HC Pustertal. Nach nur einer Saison in Italien verschlug es Cook wieder in die DEL2 zu den Dresdner Eislöwen, wo er als Assistenzkapitän in 52 Spielen 47 Punkte (29 Tore, 18 Vorlagen) erzielte. Im April 2017 beendete Cook seine Karriere als Aktiver.

## Erfolge und Auszeichnungen
| - 2001 MJHL Second All-Star Team - 2003 CHA All-Academic Team - 2004 CHA All-Academic Team - 2004 CHA First All-Star Team - 2005 CHA-Meisterschaft mit der Bemidji State University - 2005 CHA All-Tournament Team | - 2005 CHA All-Academic Team - 2005 CHA Second All-Star Team - 2010 Ray-Miron-President’s-Cup-Gewinn mit den Rapid City Rush - 2014 Bester Torschütze der 2. Eishockey-Bundesliga - 2014 Meister der DEL2 mit den Fischtown Pinguins Bremerhaven - 2016 Italienischer Meister mit Ritten Sport |